# Phenacoccus salsolae
Phenacoccus salsolae är en insektsart som beskrevs av Danzig 1975. Phenacoccus salsolae ingår i släktet Phenacoccus och familjen ullsköldlöss.
Artens utbredningsområde är Mongoliet. Inga underarter finns listade i Catalogue of Life.